# 积庆堂
积庆堂位于浙江省金华市兰溪市永昌街道社峰村下宅，又名“思荐堂”、“小宗祠”。据推断，宗祠始建于南宋时期，现存建筑建于明末崇祯年间，清朝康熙、乾隆年间重修。
建筑面东向，平面布局为三间四进两狭弄，左右两侧为两座清代贞节牌坊。积庆堂规模较大，用材规整，雕刻精美，保存完整，是浙江省内重要的明清祠堂建筑之一。曾作为碾米厂使用。2003年，曾对门厅进行部分修缮。2005年3月16日公布为浙江省文物保护单位，2013年5月公布为第七批全国重点文物保护单位。